# Draba bertiscea
Draba bertiscea är en korsblommig växtart som beskrevs av D. Lakusic och Stevanovic. Draba bertiscea ingår i släktet drabor, och familjen korsblommiga växter. Inga underarter finns listade i Catalogue of Life.